# Бюджет на ЕС
Бюджетът на Европейския съюз се определя в основаващите договори на съюза: Договор от Лисабон (или Договор за функционирането на Европейския съюз) и Договор от Маастрихт (или Договор за създаването на ЕС). Институциите на ЕС администрират прилагането на законодателството от страните членки и за целта разполагат с бюджет, който за 2012 г. е 147,2 милиарда евро, което е 1,12% от съвкупния БВП на всички страни-членки.
Бюджетът за всяка отделна година е част от дългосрочен план на разходите, наричан „финансова рамка“. Рамката е седемгодишна, като сегашната обхваща периода 2007 – 2013 г. Тя позволява на ЕС да планира ефективно програмите за разходи за няколко години напред. Годишният бюджет се определя в контекста на седемгодишните финансови рамки от Съвета на Европейския съюз, т.е. от представителите на държавите членки, и от пряко избрания Европейски парламент. Европейската комисия внася предложението за бюджета в парламента и също така отговаря за неговото изпълнение. Една много съществена част от бюджета, и по-специално селскостопанските разходи и разходите за сближаване, се изпълнява съвместно с държавите членки. В зависимост от разходните схеми националните администрации могат да отговарят за съставянето на разходни стратегии, за избора на бенефициенти и проекти и за извършване на плащания.

## Приходи и разходи
Приходите в бюджета идват основно от три източника: митата върху стоките, внесени от страни извън ЕС (правителствата си запазват 25% за покриване на разходите от събирането им); отчисления от данъка добавена стойност, който е хармонизиран за всички страни и вноски на всяка страна-членка, които са процент от брутния национален доход на страната БНД (на английски: Gross national income, GNP). Този процент може да е най-много 1,23%. Съотношението на отделните източници за 2010 г. е: 14 милиарда евро от ДДС и 92,7 милиарда евро от вноски от страните. Други източници на приходи са данъците, събрани от служителите в европейските институции; глоби, наложени за нарушаване на законодателството по конкуренцията; вноски по някои от програмите на държави извън съюза.
Някои страни-членки са си извоювали отстъпки (компенсации) при внасянето на дължимите суми в бюджета. Най-известният случай е на Обединеното кралство, на което се възстановяват 66% от разликата между вноската му и това, което получава обратно от бюджета (на стойност около 4 млрд. евро през 2010 г.). Други страни с отстъпки са Нидерландия, Швеция, Германия и Австрия.
Разходите в бюджета на ЕС за периода 2007 – 2013 г. се разпределят в няколко основни области:
1. реализиране на европейската икономическа интеграция („единния пазар“) с по-широка цел за устойчиво развитие чрез мобилизиране на икономически, социални и екологични политики;
2. укрепване на концепцията за европейско гражданство чрез създаване на зона на свобода, справедливост, сигурност и достъп до основни публични стоки и услуги;
3. утвърждаване на ролята на Европа на световната сцена чрез начина, по който тя поема регионални отговорности, насърчава устойчивото развитие и допринася за сигурността.[2]

Най-много средства отиват за създаване на растеж и работни места и за намаляване на различията между регионите, където основен инструмент са европейските структурни фондове. Друг голям дял от бюджета е предназначен за селско стопанство, развитие на селските райони, рибарство и опазване на околната среда. Друга част от средствата се използват за борба срещу тероризма, организираната престъпност и незаконната имиграция.

## Сметна палата на ЕС
Европейската сметна палата контролира отчетите и изпълнението на бюджета на Европейския съюз. Нейната задача е да извършва независим одит на набирането и разходването на финансовите средства на Европейския съюз и да дава оценка за начина, по който европейските институции изпълняват бюджета. Палатата следи за правилното документиране, законното и правомерно извършване на финансовите операции, с цел гарантиране на икономичност, ефективност и ефикасност на управлението.

## Нетен принос на страните членки
Това дали една страна е нетен вносител или получател на средства от европейския бюджет варира с времето. Съществуват различни начини за изчисления, например в зависимост дали се включват административните разходи или не. Освен това могат да се използват абсолютни числа (според които например най-голям вносител е Германия), пропорцията спрямо БВП на страната (в такъв случай най-голям вносител е Дания) или сумата на човек от населението (отново начело е Дания). Различните страни използват различни методи, за да представят страната си в най-изгодна светлина.
| Код на страната | Страна членка      | на човек (евро) | процент от БВП | абсолютна сума (милиони евро) |
| --------------- | ------------------ | --------------- | -------------- | ----------------------------- |
| AT              | Австрия            | −59.7           | −0.18          | −499                          |
| BE              | Белгия             | 90.0            | 0.29           | 968                           |
| BG              | България           | 77.4            | 1.76           | 589                           |
| CY              | Кипър              | −34.0           | −0.18          | −27                           |
| CZ              | Чехия              | 150.4           | 1.11           | 1,575                         |
| DE              | Германия           | −107.3          | −0.37          | −8,797                        |
| DK              | Дания              | −211.0          | −0.53          | −1,163                        |
| EE              | Естония            | 416.2           | 4.02           | 558                           |
| ES              | Испания            | 9.7             | 0.04           | 444                           |
| FI              | Финландия          | −113.8          | −0.36          | −606                          |
| FR              | Франция            | −100.4          | −0.34          | −6,461                        |
| GR              | Гърция             | 267.2           | 1.30           | 3,009                         |
| HU              | Унгария            | 265.1           | 2.68           | 2,660                         |
| IE              | Ирландия           | −35.0           | −0.09          | −156                          |
| IT              | Италия             | −100.7          | −0.41          | −6,046                        |
| LT              | Литва              | 438.2           | 5.33           | 1,468                         |
| LU              | Люксембург         | 2364.5          | 3.05           | 1,167                         |
| LV              | Латвия             | 218.8           | 2.62           | 495                           |
| MT              | Малта              | 17.4            | 0.13           | 7                             |
| NL              | Нидерландия        | −90.2           | −0.26          | −1,488                        |
| PL              | Полша              | 160.5           | 1.66           | 6,119                         |
| PT              | Португалия         | 196.4           | 1.25           | 2,087                         |
| RO              | Румъния            | 74.8            | 1.24           | 1,609                         |
| SE              | Швеция             | −43.6           | −0.13          | −404                          |
| SI              | Словения           | 92.8            | 0.55           | 189                           |
| SK              | Словакия           | 88.8            | 0.78           | 481                           |
| UK              | Обединено кралство | −62.7           | −0.24          | −3,865                        |

В таблицата е показан приносът на страните според изчисления на Deutsche Bank (нетните вносители са отбелязани в червено):
Като пропорция от БВП, нетните вносители плащат от 0.09 процента от БВП (Ирландия) до 0.53 процента (Дания), а нетните получатели получават от 0.04 процента от БВП (Испания) до 5.33 процента (Литва).
Четирите най-големи получатели в абсолютни числа са: Полша, Гърция, Португалия, Румъния.
Четирите най-големи получатели на глава от населението са: Люксембург, Литва, Естония, Гърция
Четирите най-големи получатели като пропорция от БВП са: Литва, Естония, Люксембург, Унгария.
Четирите най-големи вносители в абсолютни числа са: Германия, Франция, Италия, Обединеното кралство
Четирите най-големи вносители на глава от населението са: Дания, Финландия, Германия, Италия.
Четирите най-големи вносители като пропорция от БВП са: Дания, Италия, Германия, Финландия.